# Санакоев, Феликс Сергеевич
Фе́ликс Серге́евич Санако́ев (осет. Санахъоты Сергейы фырт Феликс; род. 20 декабря 1939) — советский хозяйственный, государственный и политический деятель.

## Биография
Родился в 1939 году. Член КПСС с 1964 года.
Окончив среднюю школу, поступил на географический факультет Юго-Осетинского пединститута.
С 1962 года — на хозяйственной, общественной и политической работе. В 1962—1990 гг. — инструктор райкома, заведующий отделом обкома комсомола, инструктор ЦК ЛКСМ Грузии, первый секретарь Юго-Осетинского обкома ВЛКСМ, инспектор отдела ЦК КП Грузии, первый заместитель председателя, председатель Юго-Осетинского облисполкома, первый секретарь Юго-Осетинского областного комитета КП Грузии. В течение семнадцати лет стоял он во главе партийной организации Юго-Осетинской автономной  области.
Избирался депутатом Верховного Совета СССР 9-го, 10-го, 11-го созывов.
В 1995 году баллотировался в Государственную думу 2 созыва от блока "Моё Отечество" от Ивановской области по Ивановскому округу №78. По итогам голосования Санакоев набрал 0,64% и занял 13 место среди 15 кандидатов.
В настоящее время живёт в Москве.

## Награды
- Орден Октябрьской Революции
- Орден Трудового Красного Знамени
- Орден Дружбы народов
- Орден «Знак Почёта»
- Орден Почёта (Россия)
- Орден Почёта (2010, Южная Осетия)[3]